# La leggenda degli animali magici
La leggenda degli animali magici (De zeven van Daran, de strijd om Pareo Rots) è un film del 2008 diretto da Lourens Blok.

## Trama
Jimmy Westwood è un ragazzo undicenne che vive in Sudafrica con la madre. Un giorno, al mercato, incontra Charita, una ragazza appartenente ad una tribù indigena, in seguito ad un furto del portafoglio di Jimmy. Al mercato trovano una giraffa bianca di nome Seraf in grado di parlare: la giraffa preannuncia una guerra tra due tribù, una delle quali è quella in cui fa parte proprio Charita. Jimmy riceve un ciondolo magico e inoltre la libera, provocando l'indignazione del proprietario che, con l'aiuto della polizia, ferma sia Jimmy che Charita.
Liberato successivamente dalla madre, Jimmy si informa della natura della giraffa che fa parte di un gruppo di sette animali magici. Decide così di seguire la giraffa e di andare sul campo di battaglia. Dopo aver stretto amicizia con un bambino soldato, Jimmy e Charita incontrano nuovamente il proprietario di Seraf che li rapisce e li costringe a cercare la giraffa, mentre la madre, venuta a sapere dell'accaduto, si mette alla ricerca dei ragazzi e li libera. Jimmy scopre che la causa dell'ostilità tra le due tribù è la volontà della madre di costruire un campo da golf in un terreno sacro a ciascuna tribù.
Jimmy si dirige sul campo di battaglia con un elicottero, insieme ai suoi amici, e viene colpito da una pallottola, tuttavia resta illeso grazie al ciondolo che gli ha fatto da scudo. Questo porta la madre a rinunciare al progetto del campo, portando la pace tra le tribù.